# Netta Duchâteau
Annette Netta Duchâteau (Namen, 21 december 1910 – Monaco, 24 mei 1994) was een Belgische actrice, Miss Universe, maar was vooral bekend van haar reclame voor het sigarettenmerk Belga.

## Miss Universe
Op 15 juli 1930 werd ze onder de naam Netta Miss Namur en op 7 september 1930 werd ze te Antwerpen Miss België. Stijn Streuvels en Albert Saverys zetelden in de jury. Ze reisde dan met haar moeder naar Galveston (Texas) voor de 2e verkiezing van Miss Universe en won die op 16 juni 1931. Ze was 1,70 m lang, woog 58 kg, had bruin haar en groene ogen. Ze verdiende 2500 Amerikaanse dollar en een zilveren aandenkplaat ter waarde van 1000 dollar en barstte in tranen uit na haar verkiezing. Omdat ze geen Engels sprak, moest haar moeder de pers te woord staan.

## Actrice
In 1932 speelde ze in haar enige film een bijrol in Grains de beauté van Pierre Caron met Roger Tréville en Simone Cerdan.
Ze speelde onder de Tweede Wereldoorlog te Parijs en nadien te Brussel “Janine” in het toneelstuk Ces dames aux chapeaux verts, naar de gelijknamige roman van Germaine Acremant. Ze vertolkte te Brussel Roxane in Cyrano de Bergerac en speelde in Psyché van Pierre Corneille. Ze week uit naar Monaco.

## Model
De Amerikaanse illustrator Lawrence Sterne Stevens koos haar gezicht als Miss Belga in de reclame voor Belga, hoewel ze zelf niet rookte. Ze maakte ook reclame voor het automerk Citroën en voor chocoladepasta van Kwatta.

## Trivia
- Ze haalde toen ze 19 was een vliegbrevet.[10][11]

- Gemeinsame Normdatei: 1050457277
- Virtual International Authority File: 308203357
- WorldCat: E39PBJrm6X3dcwV7GpRjBx94bd